# Loepa sivalica
Loepa sivalica är en fjärilsart som beskrevs av Moore 1881. Loepa sivalica ingår i släktet Loepa och familjen påfågelsspinnare. Inga underarter finns listade i Catalogue of Life.